# (523640) 2010 RO64
(523640) 2010 RO64 ist ein großes transneptunisches Objekt im Kuipergürtel, das bahndynamisch als erweitertes Scattered Disc Object (DO) oder Cubewano eingestuft wird. Aufgrund seiner Größe ist der Asteroid ein Zwergplanetenkandidat.

## Entdeckung
2010 RO64 wurde am 4. August 2010 von einem Astronomenteam im Rahmen des Pan-STARRS-Projekts mit dem 1,8-m-Ritchey-Chretien-Teleskop (PS1) am Haleakalā-Observatorium (Maui) entdeckt. Die Entdeckung wurde am 13. Oktober 2010 bekanntgegeben (am 27. Oktober 2011 revidiert), der Planetoid erhielt am 25. September 2018 von der IAU die Kleinplanetennummer 523640.
Nach seiner Entdeckung ließ sich 2010 RO64 auf Fotos bis zum 7. September 2004, die im Rahmen des Near-Earth-Asteroid-Tracking-Programmes am Palomar-Observatorium gemacht wurden, zurückgehend identifizieren und so seinen Beobachtungszeitraum um sechs Jahre verlängern, um so seine Umlaufbahn genauer zu berechnen. Im September 2017 lagen insgesamt 208 Beobachtungen über einen Zeitraum von 15 Jahren vor. Die bisher letzte Beobachtung wurde im November 2017 wiederum am Pan-STARRS-Teleskop durchgeführt. (Stand 1. März 2019)

## Eigenschaften

### Umlaufbahn
2010 RO64 umkreist die Sonne in 320,19 Jahren auf einer leicht elliptischen Umlaufbahn zwischen 41,15 AE und 52,45 AE Abstand zu deren Zentrum. Die Bahnexzentrizität beträgt 0,120, die Bahn ist 17,08° gegenüber der Ekliptik geneigt. Derzeit ist der Planetoid 41,20 AE von der Sonne entfernt. Das Perihel durchlief er das letzte Mal 2013, der nächste Periheldurchlauf dürfte also im Jahre 2333 erfolgen.
Marc Buie (DES) klassifiziert den Planetoiden als erweitertes SDO (ESDO bzw. DO), während vom Minor Planet Center keine spezifische Einstufung existiert; letzteres ordnet ihn als Nicht-SDO und allgemein als «Distant Object» ein. Das Johnston’s Archive führt ihn dagegen als Cubewano auf, wobei er zu den bahndynamisch «heißen» klassischen KBO gehören würde.

### Größe
Derzeit wird von einem Durchmesser von 457 km ausgegangen, basierend auf einem Rückstrahlvermögen von 6 % und einer absoluten Helligkeit von 5,4 m. Ausgehend von einem Durchmesser von 457 km ergibt sich eine Gesamtoberfläche von etwa 656.000 km2. Die scheinbare Helligkeit von 2010 RO64 beträgt 21,62 m.
Da anzunehmen ist, dass sich 2010 RO64 aufgrund seiner Größe im hydrostatischen Gleichgewicht befindet und somit weitgehend rund sein muss, sollte er die Kriterien für eine Einstufung als Zwergplanet erfüllen. Mike Brown geht davon aus, dass es sich bei 2010 RO64 um möglicherweise einen Zwergplaneten handelt.
| Jahr                                         | Abmessungen km | Quelle              |
| -------------------------------------------- | -------------- | ------------------- |
| 2018                                         | 366,02         | LightCurve DataBase |
| 2018                                         | 404,0          | Johnston            |
| 2018                                         | 457,0          | Brown               |
| Die präziseste Bestimmung ist fett markiert. |                |                     |